# キイロドロガメ
キイロドロガメ（学名：Kinosternon flavescens）は、ドロガメ科ドロガメ属に分類されるカメ。

## 分布
アメリカ合衆国（アイオワ州南東部、アリゾナ州南東部、イリノイ州北西部、オクラホマ州、カンザス州、コロラド州東部、テキサス州、ニューメキシコ州、ネブラスカ州西部、ミズーリ州北東部および西部）、メキシコ（コアウイラ州東部、タマウリパス州、チワワ州北部、ヌエボ・レオン州、ベラクルス州北部））
模式標本の産地（模式産地）はサンアントニオ周辺（テキサス州）。アイオワ州、イリノイ州、ミズーリ州に隔離分布するが、過去により東部に分布していた時代の遺存個体群と考えられている。

## 形態
最大甲長16.8センチメートル。メスよりもオスの方が大型になり、メスは最大甲長12.8センチメートル。背甲は扁平で、上から見ると幅広い卵型。甲板に筋状の盛り上がり（キール）がない。項甲板は小型。第1椎甲板が第2縁甲板に接する個体が多い。第2-4椎甲板は平坦だが、凹まない。縁甲板は鋸状に尖らず、第9-10縁甲板が最も大型（高い）。背甲の色彩は黄色や黄褐色、褐色で、甲板の継ぎ目（シーム）周辺は暗色。種小名flavescensは、「黄色がかった、黄色を帯びた」の意で、和名や英名（yellow）と同義。腋下甲板と鼠蹊甲板は接しない。背甲と腹甲の継ぎ目（橋）の長さは甲長の16-25%。腹甲は大型。左右の肛甲板の間にわずかに切れこみが入る。前部蝶番より前方の腹甲の縦幅（前葉長）が甲長の33%以上。喉甲板の縦幅（喉甲板長）、左右の肩甲板の継ぎ目の長さ（間肩甲板長）がそれぞれ前葉長の59%未満、8-25%。後部蝶番より後方の腹甲（後葉）の最大幅が甲長の36-53%（オス36-49%、メス38-53%）。腹甲の色彩は黄色や黄褐色、褐色で、不規則あるいは甲板の継ぎ目に沿って暗色斑が入る個体もいる。
頭部はドロガメ属内では中型で、やや扁平。吻端は突出し、上顎の先端は鉤状に尖る。頭部の色彩は黄褐色や暗黄色、褐色、灰褐色、暗褐色で、頭部や頸部に暗色の斑点が入る個体もいる。指趾の間には水かきがやや発達する。四肢や尾の色彩は暗黄色や暗黄褐色。
卵は長径2.3-3.2センチメートル、短径1-2センチメートルの楕円形。孵化直後の幼体は、椎甲板にわずかだが筋状の盛り上がり（キール）がある個体もいる。幼体は背甲の色彩が淡黄色や淡黄褐色。成長に伴いキールは消失し、背甲の色彩は暗くなる。
オスの成体は腹甲が明瞭に凹み、左右の肛甲板の間の切れ込みがやや深い。また大腿部や脛には大型鱗が並び、尾の先端に鉤状の大型鱗がある。メスは腹甲が平坦で、左右の肛甲板の間の切れ込みが浅い。

## 分類
ドロガメ属内ではミトコンドリアDNAの塩基配列の分子系統学的解析から、トウブドロガメやミスジドロガメと単系統群を形成すると推定されている。
以前は4亜種に分かれていた。しかし亜種アリゾナキイロドロガメと亜種ドゥランゴキイロドロガメはミトコンドリアDNAの塩基配列の分子系統学的解析では、基亜種（現在の本種）ではなくザラアシドロガメと単系統群を形成すると推定されたため独立種として分割する説が有力。アイオワ州、イリノイ州、ミズーリ州の個体群を亜種イリノイキイロドロガメK. f. spooneriとする説もあったが、識別形態が基亜種と重複すること、分子系統学的解析でも基亜種と差異がないため、現在は本種の亜種を認めない説が有力。

## 生態
主に乾燥した草原や森林、砂漠などにある小規模な水場に生息し、基底が泥や砂で水生植物の繁茂した止水域を好む。属内でも陸棲傾向が強く、日光浴を非常に好み数週間にわたって陸伝いに水場を長距離移動することもある。昼行性で、夏季を除いて薄明薄暮時や夜間に活動する事はまれ。夏季や冬季になると陸上に穴を掘って休眠する。
食性は動物食傾向の強い雑食で、魚類、昆虫、甲殻類、貝類、両生類、動物の死骸、水生植物、藻類などを食べる。主に水中で採食を行うが、陸上でも採食を行う。
繁殖形態は卵生。甲羅が水没しない深さの浅瀬も含めた水中（陸上で交尾した例もある）で、主に春季と秋季に交尾を行う。5-8月に日当たりのよい砂地に穴を掘り、1回に1-10個の卵を年に1-2回に分けて産む。卵は22-33℃の環境下で94-125日で孵化した例がある。発生時の温度により性別が決定（温度依存性決定）し、24-28度でオス、29-31度でメスになる。オスは甲長8-9センチメートル（生後5-6年）、メスは甲長8-12.5センチメートル（生後4-16年）で性成熟する。

## 人間との関係
アイオワ州、イリノイ州、ミズーリ州の個体群は開発による生息地の破壊、水質悪化などにより生息数が激減している。
ペットとして飼育されることがあり、日本にも輸入されている。以前は野生個体の流通が多く、飼育下繁殖個体の流通は少なかった。しかし主な産地であったテキサス州からの輸出が規制されたため野生個体の流通量は減少し、飼育下繁殖個体の流通が増加している。陸場を設けたアクアテラリウムで飼育される。属内でも陸棲傾向が強いため広めの陸場を設ける。やや協調性に欠け特にオスはオス同士で激しく争ったりメスや幼体、他種に対して攻撃を加えることもあるため、基本的に単独で飼育する。